# Liste der Bodendenkmale in Heiligenhafen
In der Liste der Bodendenkmale in Heiligenhafen sind die Bodendenkmale der Stadt Heiligenhafen nach dem Stand der Bodendenkmalliste des Archäologischen Landesamts Schleswig-Holstein von 2016 aufgelistet. Die Baudenkmale sind in der Liste der Kulturdenkmale in Heiligenhafen aufgeführt.
| Denkmal-ID           | Befundart           | Bezeichnung              | Zeitstellung                 | Lage | Bemerkungen | Bild |
| -------------------- | ------------------- | ------------------------ | ---------------------------- | ---- | ----------- | ---- |
| aKD-ALSH-Nr. 002 081 | Grabmal > Grabhügel | Grabhügel „Wachtelberg“  | Vor- und/oder Frühgeschichte | ⊙    |             |      |
| aKD-ALSH-Nr. 002 082 | Grabmal > Grabhügel | Grabhügel „Rauher Berg“  | Vor- und/oder Frühgeschichte | ⊙    |             |      |
| aKD-ALSH-Nr. 002 083 | Grabmal > Grabhügel | Grabhügel „Blocksberg“   | Vor- und/oder Frühgeschichte | ⊙    |             |      |
| aKD-ALSH-Nr. 002 084 | Grabmal > Grabhügel | Grabhügel „Kremper Berg“ | Vor- und/oder Frühgeschichte | ⊙    |             |      |
| aKD-ALSH-Nr. 002 085 | Grabmal > Grabhügel | Grabhügel „Stuckberg“    | Vor- und/oder Frühgeschichte |      |             |      |
| aKD-ALSH-Nr. 002 086 | Grabmal > Grabhügel | Grabhügel „Tweltenberg“  | Vor- und/oder Frühgeschichte | ⊙    |             |      |
| aKD-ALSH-Nr. 002 087 | Grabmal > Grabhügel | Grabhügel „Tweltenberg“  | Vor- und/oder Frühgeschichte | ⊙    |             |      |